# Setarches longimanus
Setarches longimanus is een straalvinnige vissensoort uit de familie van schorpioenvissen (Setarchidae). De wetenschappelijke naam van de soort is voor het eerst geldig gepubliceerd in 1894 door Alcock.